# Jalapyphantes puebla
Jalapyphantes puebla är en spindelart som beskrevs av Willis J. Gertsch och Davis 1946. Jalapyphantes puebla ingår i släktet Jalapyphantes och familjen täckvävarspindlar. Inga underarter finns listade i Catalogue of Life.